# François Delay
François Delay est un industriel et homme politique français né le 14 février 1855 à Rive-de-Gier (Loire) et décédé le 13 juillet 1936 à Saint-Chamond (Loire)
Après une carrière d'ingénieur et d'agent commercial des forges de Saint-Chamond et Homécourt, il devient maire de Saint-Chamond, puis sénateur de la Loire en 1924. Il siège au groupe de la Gauche démocratique. En 1933, il se retire, ayant réalisé de mauvais scores aux deux premiers tours des sénatoriales.

## Sources
- « François Delay », dans le Dictionnaire des parlementaires français (1889-1940), sous la direction de Jean Jolly, PUF, 1960 [détail de l’édition]